# Lyngs Station
Lyngs Station er en dansk jernbanestation i landsbyen Lyngs på halvøen Thyholm i Limfjorden.